# Kieszonkowe

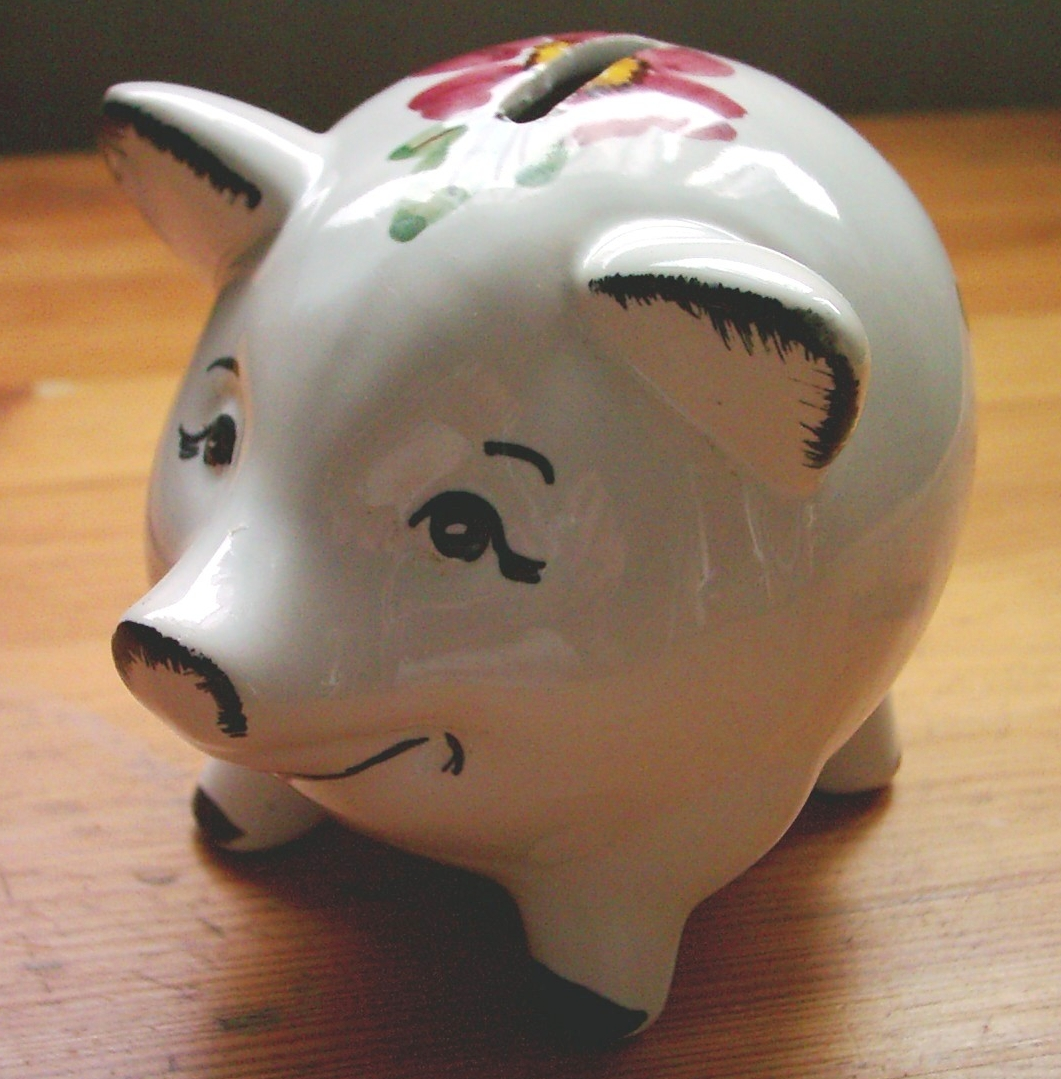
Skarbonka jako tradycyjne miejsce przechowywania kieszonkowego przez najmłodszych.

Kieszonkowe – potoczna nazwa stałej i niewielkiej pensji, wypłacanej dziecku przez jego rodziców raz w tygodniu lub miesiącu.

## Za i przeciw
Część rodziców uważa, że dawanie dzieciom kieszonkowego jest dobrą metodą wychowawczą, gdyż uczy dzieci oszczędności, cierpliwości i planowania wydatków. Dzieci poznają wartość pieniądza, uczą się na własnych błędach świadomie i odpowiedzialnie podejmować decyzje. Przeciwnicy tej metody twierdzą, że to rodzice powinni zaspokajać podstawowe potrzeby dzieci i że powinni mieć oni kontrolę nad tym co i za ile kupują ich pociechy.

## Statystyki
Na podstawie badania przeprowadzonego przez IPSOS w 2010 r. wynika, że 2/3 rodziców dzieci w wieku od 4 do 18 lat daje im regularnie (jako stałe kieszonkowe) bądź nieregularnie (np. w formie prezentu) pieniądze do samodzielnego dysponowania. Z badania wynika, że stałe kieszonkowe daje 79% rodziców, a średnia wartość kieszonkowego to 60 zł / miesiąc.
Według ich rodziców, dzieci wydają pieniądze głównie na słodycze (61%), napoje (37%) oraz gazety i czasopisma (27%). Młodzież w wieku 15–18 lat wydaje kieszonkowe głównie na karty do telefonów lub abonament komórkowy, kosmetyki oraz na rozrywkę: bilety do kina, koncerty, kluby.